# Parochie Heilige Stefanus (Nijmegen)
De heilige Stefanus is een rooms-katholieke parochie in Nijmegen. De parochie werd in 2014 opgericht door de samenvoeging van verschillende kleinere parochies en heeft beschikking over zeven kerkgebouwen. Ze is vernoemd naar de heilige Stephanus, tevens beschermheilige van de stad Nijmegen en naamgever van de Sint-Stevenskerk (die in 1591 protestants werd als gevolg van de Reformatie). Verder herbergt ze twee stadskloosters: het kloostergebouw van de Zusters Dominicanessen van Neerbosch in Hees en het kloostercomplex De Bron van de Zusters Clarissen in Biezen.
De parochie Heilige Stefanus is één van de twee grote fusieparochies binnen de grenzen van de gemeente Nijmegen. De andere parochie is gewijd aan de heilige Heilige Drie-eenheid.

## Overzicht kerkgebouwen
- Agneskerk, in het stadsdeel Lindenholt
- Antonius Abtkerk, in de wijk Hees (voormalige parochie Hees)
- Antonius van Paduakerk, in de wijk Galgenveld (voormalige Antonius van Paduaparochie)
- De Goede Herderkerk, in de wijk Neerbosch-Oost
- Dominicuskerk, in de wijk Galgenveld (voormalige Effataparochie)
- Maria Geboortekerk, in de wijk Hunnerberg
- Molenstraatkerk of Petrus Canisiuskerk, in de binnenstad van Nijmegen (voormalige Petrus Canisiusparochie)

## Afbeeldingen

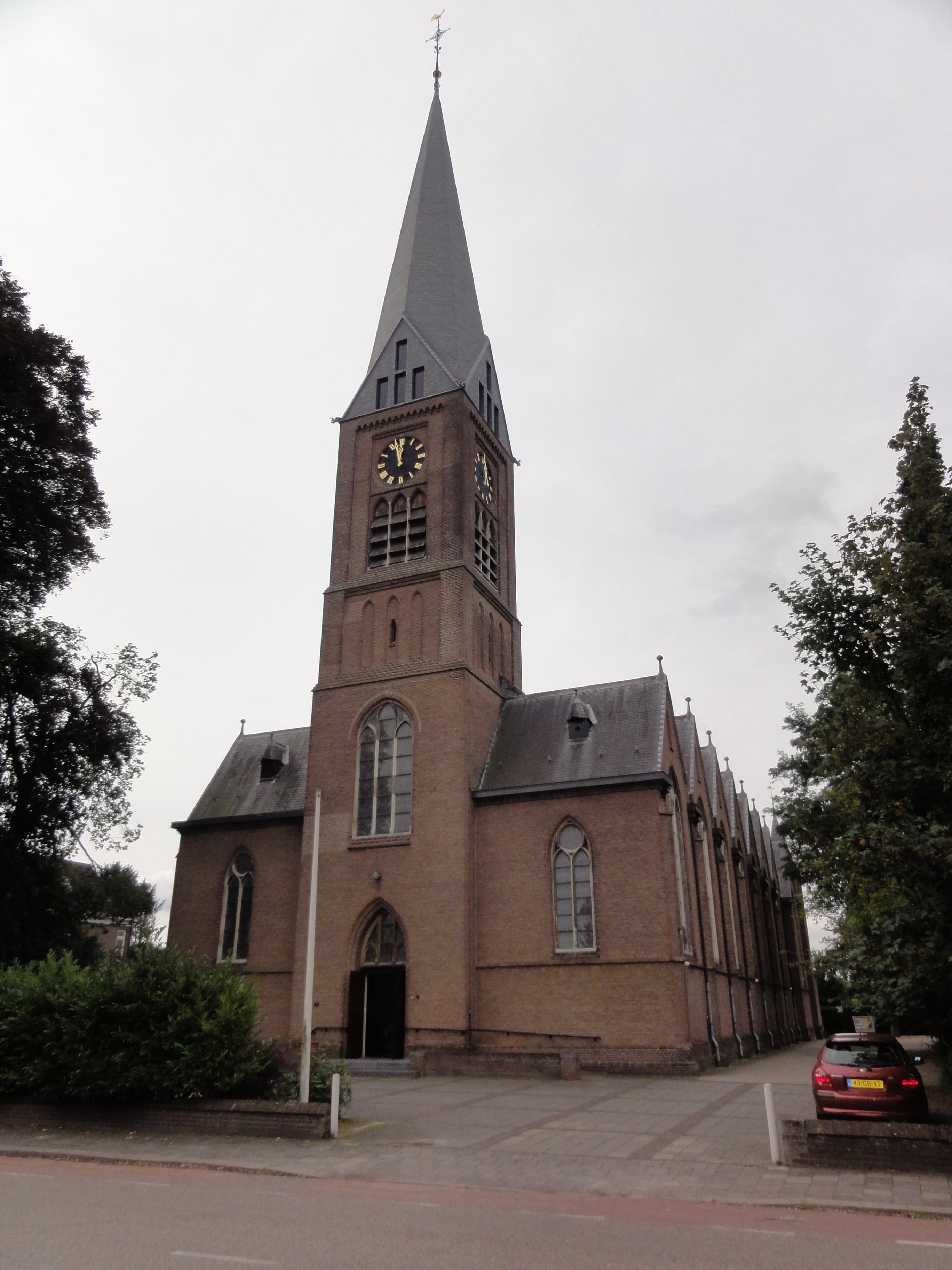
Antonius Abtkerk
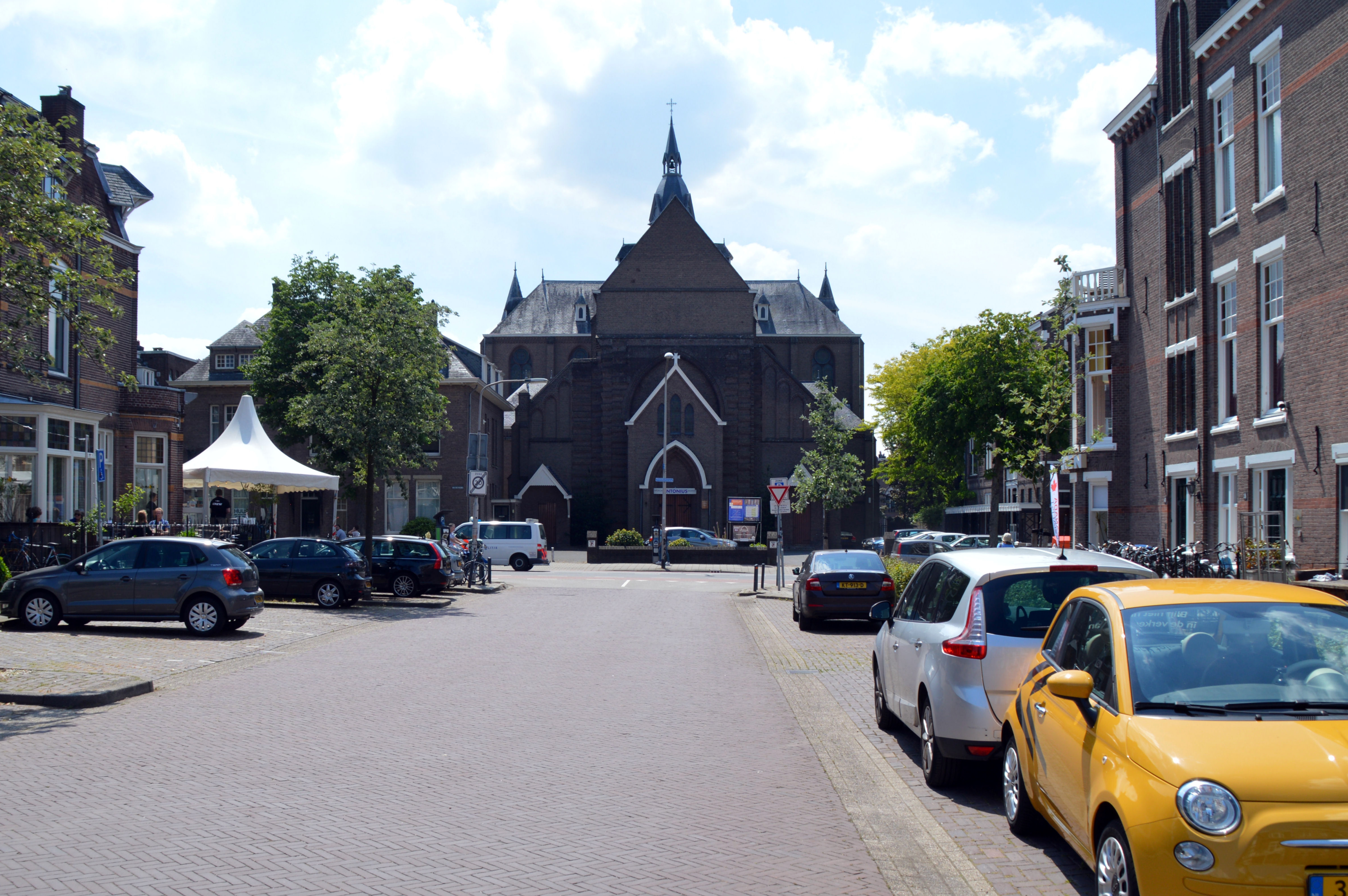
Antonius van Paduakerk
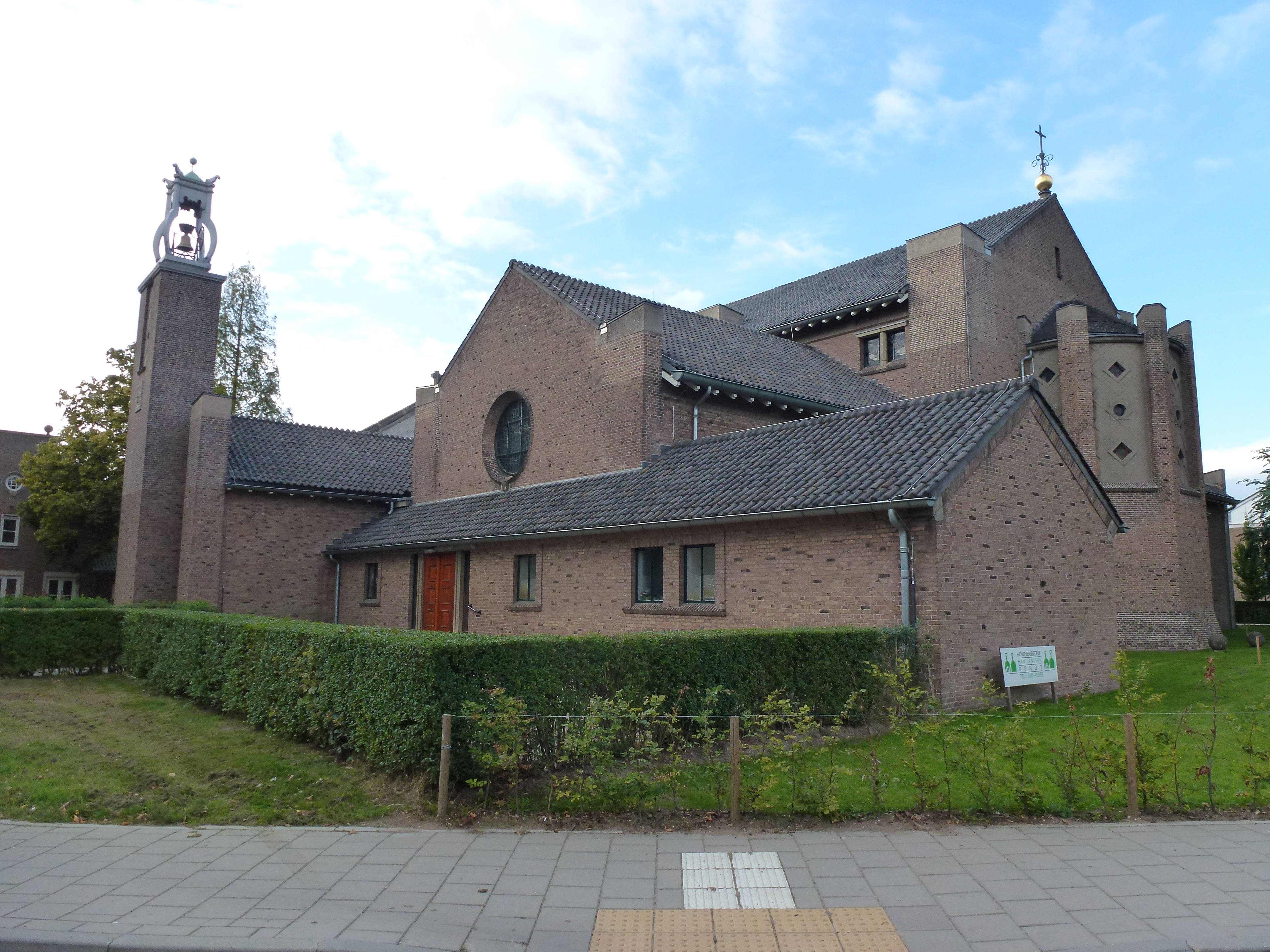
Dominicuskerk
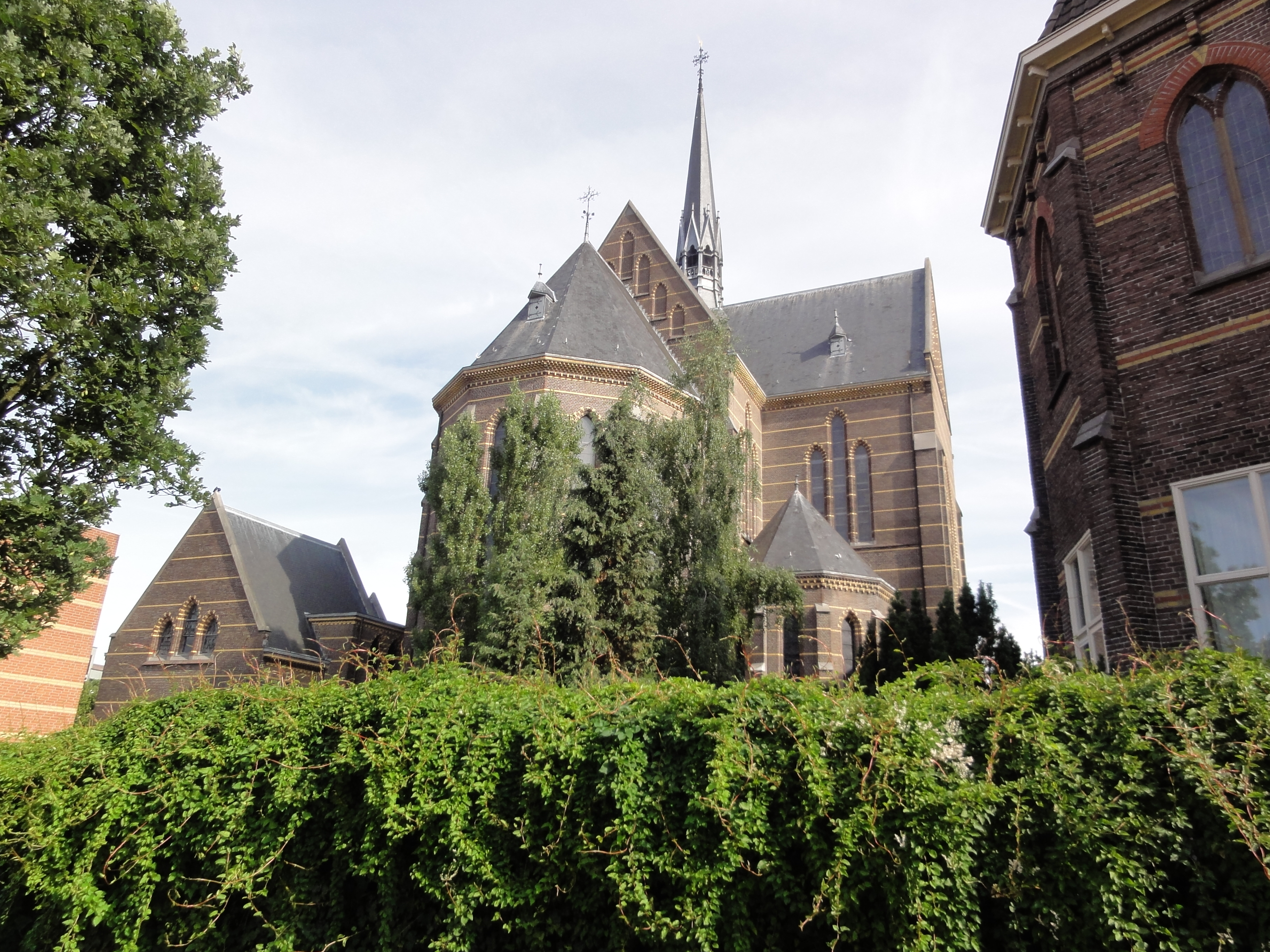
Maria Geboortekerk
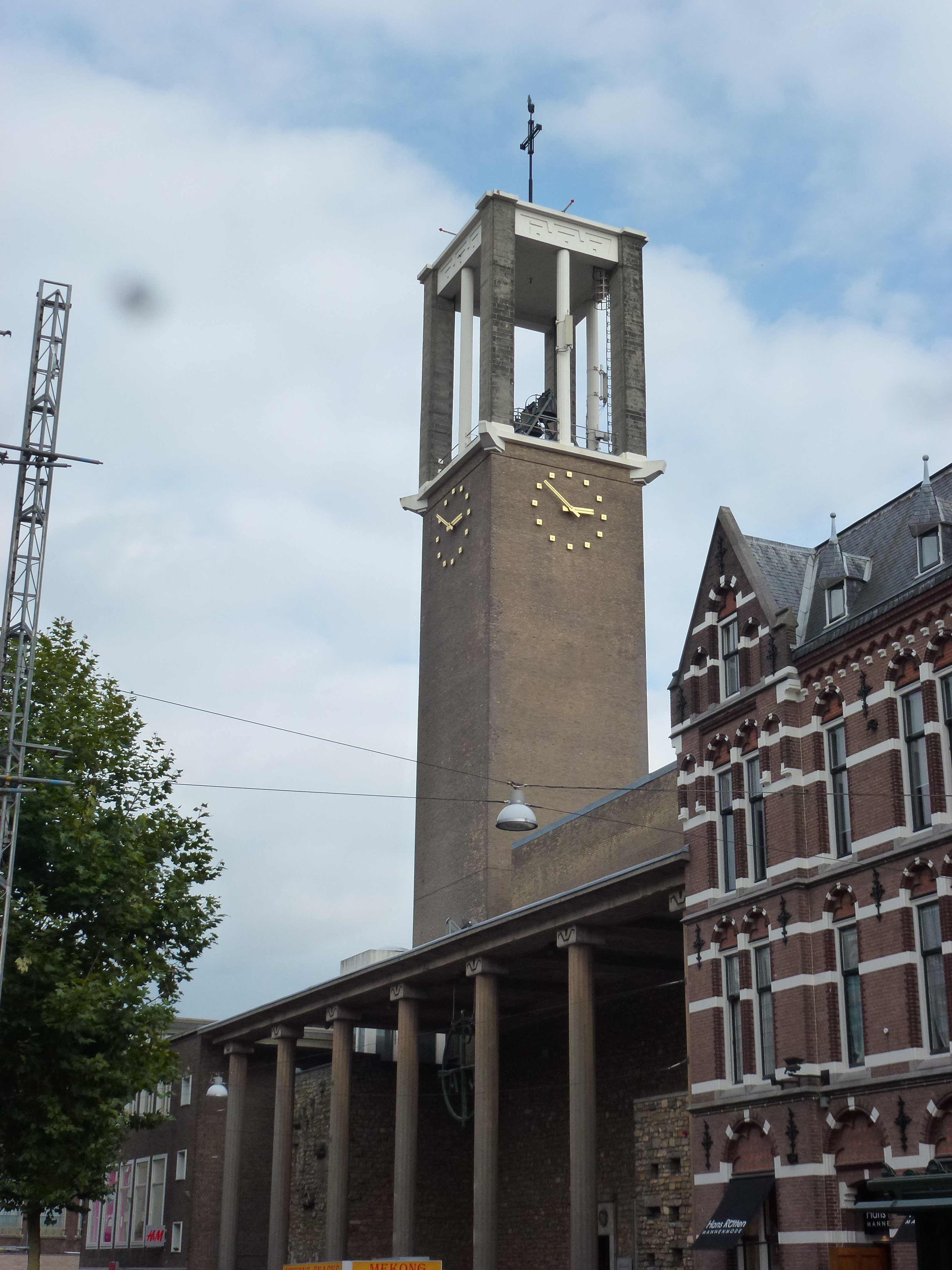
Petrus Canisiuskerk